# Yoshito Ono
Yoshito Ohno (大野慶人), Tóquio, 15 de julho de 1938 - Yokohama, 8 de janeiro de 2020) foi um dançarino japonês, filho do lendário dançarino de butô Kazuo Ohno (1906-2010), seguidor e continuador de sua obra.
Em 1959, ele desempenhou um papel de um jovem rapaz em "Kinjiki" (禁色, Cores Proibidas), dirigido e coreografado por Tatsumi Hijikata, tida como a primeira criação de dança Butô. Depois disso, Yoshito participou de concertos da Casa Artaud e no grupo Hijikata Ankoku Butoh-ha. Em 1969, Yoshito teve o primeiro recital solo, mas abandonou os palcos. Seu retorno aconteceu somente em 1985,  em Mar Morto, um duo com Kazuo Ohno. A partir de 1986, passou a dirigir todas as performances do Kazuo Ohno. Em 1998, apresentou novamente um recital solo, The Last Picture of Dorian Gray, com base nos manuscritos inéditos sobre a vida de Masakatsu Gunji e o romance de Oscar Wilde, O Retrato de Dorian Gray.
Tem um livro publicado: Kazuo Ohno: Alimento da Alma (大野一雄　魂の糧), pela Film Art-sha.
Yoshito Ohno faleceu no dia 8 de janeiro de 2020, em Yokohama, com 81 anos. 